# Výstřední společnost
Výstřední společnost (Tales of the City) je americký televizní seriál společnosti Netflix. Seriál navazuje na minisérie Tales of the City (1993), More Tales of the City  (1998) a Further Tales of the City (2001). Seriál je inspirovaný románovou řadou amerického spisovatele Armisteada Maupina.

## Děj
Mary Ann Singletonová se před více než 20 lety odstěhovala do Connecticutu, aby tam udělala kariéru jako televizní hlasatelka. Nyní se do San Francisca vrací se svým manželem Robertem, aby se zúčastnila oslav 90. narozenin Anny Madrigalové, v jejímž domě na Barbary Lane před lety bydlela. V San Franciscu zanechala svého bývalého manžela Briana a jejich adoptivní dceru Shawnu, se kterými se od té doby neviděla. Na oslavě potkává také svého dávného kamaráda Michaela a jeho přítele Bena a další nájemníky domu. Na oslavě je rovněž Claire Duncanová, mladá filmařka, která chce ve svém dokumentu zachytit vývoj LGBT hnutí v San Franciscu v posledních desetiletích. Mary Ann plánovala, že se po oslavě vrátí zpět domů. Když však zjistí, že Shawna ji považuje za svou bilogickou matku, rozhodne se zůstat, aby vše uvedla na správnou míru. A když se ukáže, že Anna Madrigalová dostává výhružné dopisy, pokusí se společně se Shawnou přijít záhadě na kloub.

## Obsazení

### Hlavní role
| Laura Linney           | Mary Ann Singleton |
| Olympia Dukakis        | Anna Madriga       |
| Elliot Page            | Shawna Hawkins     |
| Paul Gross             | Brian Hawkins      |
| Murray Bartlett        | Michael Tolliver   |
| Charlie Barnett        | Ben Marshall       |
| Josiah Victoria Garcia | Jake Rodriguez     |
| May Hong               | Margot Park        |
| Barbara Garrick        | DeDe Halcyon Day   |

### Vedlejší role
| Ashley Park        | Jennifer Winter |
| Christopher Larkin | Jonathan Winter |
| Zosia Mamet        | Claire Duncan   |
| Michael Park       | Robert Watson   |
| Dickie Hearts      | Mateo           |
| Michelle Buteau    | Wrenita Butler  |
| Victor Garber      | Sam Garland     |
| Benjamin Thys      | Eli             |
| Samantha Soule     | Inka            |
| Juan Castano       | Flaco Ramirez   |
| Matthew Risch      | Harrison        |
| Daniela Vega       | Ysela           |